# Black Ben Carson
Black Ben Carson (estilizado em letras minúsculas) é o primeiro álbum de estúdio do rapper americano JPEGMafia. Foi lançado em 15 de fevereiro de 2016. O álbum foi apoiado pelos três singles "You Think You Know", "I Smell Crack" e "Digital Blackface". O albúm contem participações de Butch Dawson, Bito Sureiya, Kente of Nasa8, Freaky e Toyomansi, o álbum foi nomeado em homenagem ao único candidato negro à presidência em 2016, Ben Carson, que concorreu ao Partido Republicano.

## Lista de músicas
Todas as faixas foram produzidas e escritas por JPEGMafia.
| N.º            | Título                                | Duração |  |
| 1.             | "Drake Era"                           |         |  |
| 2.             | "All Caps No Spaces"                  |         |  |
| 3.             | "Digital Blackface"                   |         |  |
| 4.             | "Cuck"                                |         |  |
| 5.             | "I Smell Crack"                       |         |  |
| 6.             | "You Think You Know"                  |         |  |
| 7.             | "Motor Mouth"                         |         |  |
| 8.             | "Black Ben Carson"                    |         |  |
| 9.             | "Black Steve Austin"                  |         |  |
| 10.            | "Black Stacey Dash"                   |         |  |
| 11.            | "What's Crackin'"                     |         |  |
| 12.            | "I Just Killed a Cop Now I'm Horny"   |         |  |
| 13.            | "Plastic"                             |         |  |
| 14.            | "Boi"                                 |         |  |
| 15.            | "The 27 Club"                         |         |  |
| 16.            | "Face Down Ass Up"                    |         |  |
| 17.            | "This That Shit Kid Cudi Coulda Been" |         |  |
| 18.            | "2015 Was a Great Year"               |         |  |
| 19.            | "Try Me"                              |         |  |
| Duração total: | Duração total:                        | 1:13:15 |  |

Notas
- Nas plataformas de streaming, "Cuck" é estilizado em letras maiúsculas.
- Nas plataformas de streaming e no Bandcamp, "Black Steve Austin" é revertido para a mixagem antiga, como o lançamento original.
- No Bandcamp, todos os títulos das músicas estilizados em letras minúsculas, exceto "All Caps No Spaces", estilizado em letras maiúsculas.
- Existem 3 faixas que não estão incluídas nos serviços de streaming e no Bandcamp, sendo elas “Flex The Connect”, “LL Cool J” e “Jerrys”.